# 小垣遗址
小垣遗址，位于中国青海省民和县塘尔垣乡小垣村，为第二批青海省文物保护单位，公布日期为1957年12月13日，类型为古遗址。
小垣遗址的历史年代为青铜时代。